# بخش لشت نشا
بخش لشت نشا یکی از بخش‌های شهرستان رشت در استان گیلان در شمال ایران است.

## تقسیمات کشوری
- بخش لشت نشا
  - دهستان جیرهنده لشت نشا
  - دهستان علی‌آباد زیباکنار
  - دهستان گفشه لشت نشا

شهرها: لشت نشا

## جمعیت
جمعیت بخش لشت نشا شهرستان رشت بنابر سرشماری مرکز آمار ایران در سال ۱۳۸۵ برابر با ۳۶۴۸۳ نفر بوده‌است.

## گذری بر تاریخ لشت نشا
سرزمین لشت نشا از مناطق قدیمی گیلان است که سابقهٔ تاریخی آن را بنا به آثار باستانی خرابه‌های موجود در آن به قبل از اسلام می‌رسانند. لشت نشا که از نظر موقعیت جغرافیایی در منطقه بیه پس، یعنی در غرب گیلان (غرب سفیدرود) قرار دارد، جزء اولین مناطقی بود که مذهب تشیع را پذیرفت و به همین علت بیش از دیگر مناطق صحنهٔ درگیری‌ها و پیکارهای خونبار و خونین بود.
در دورهٔ صفویان به دلیل مالیات‌های سنگین و فشارها و ستم گری‌ها، قیام‌های روستایی و مبارزات دهقانی در آن اوج گرفت، قیام روستایی امیر دو باج به سال ۹۷۸ ه’ ق و قیام روستایی به رهبری بوسعید میرچپک به سال ۱۰۰۲ ه’ ق، جنبش روستایی کارکیا علی حمزه در سال ۱۰۰۴ ه’ ق و قیام دهقانی به رهبری کالنجار سلطان معروف به عادلشاه و غریب شاه در زمان شاه صفی به سال ۱۰۳۸ ه’ ق نمونه‌های آن است. (۷) در سال ۱۰۲۱ ه’. ق به فرمان شاه عباس دو قبیلهٔ اژدرو چپک به سیلاخور کوچ داده شدند و اراضی لشت نشا جزیی از املاک سلطنتی قرار گرفت. این رویه تا عصر قاجار ادامه یافت.
اراضی لشت نشا به دستور فتحعلی شاه به عنوان تیول به یکی از خواجگان حرم شاهی به نام خسروخان داده شد. خسروخان بیشتر آبادی‌های لشت نشا را به قیمت نازل خریداری کرد. نایب الحکومهٔ لشت نشا حاجی کاظم خان شیروانی، که یک ارمنی تازه به اسلام گرویده بود، برای شکایت به پایتخت رفت، اما هنگام برگشت از تهران به قتل رسید. در سال ۱۲۳۴ ه’ ق علیه خسروخان شورشی به وجود آمد که به دستور شاه به تهران احضار و اموال او مصادره و اراضی لشت نشا خالصه اعلام گردید. ناصرالدین شاه املاک لشت نشا را به عنوان تیول به صدر اعظم خود میرزا علی خان امین الدوله داد، امین الدوله در لشت نشا دست به اقدامات عمرانی زد؛ اما در سال ۱۳۲۲ ه’ ق وفات یافت و در تکیهٔ بقعهٔ آقا سید محمدرضا به خاک سپرده شد، خاندان امین الدوله حدود صد سال اراضی لشت نشا را در دست داشتند و با قدرت تمام بر مردم حکومت کردند.
لشت نشا در هنگام انقلاب مشروطیت یکی از کانون‌های آزادی‌خواهی بود و جنبش دهقانی لشت نشا با فرقهٔ مجاهدین رشت، که آن را انجمن اجتماعیون عامیون نیز می‌گفتند، همچنین با انجمن ابوالفضل و با دو تن از رهبران این انجمن به نام‌های رحیم شیشه بر و سید جلال معروف به شهر آشوب ارتباط نزدیک داشت. مردم لشت نشا در هنگام خیزش جنگل با میرزا کوچک رهبر نهضت ارتباط نزدیک داشت.
محمد رضا شاه در سال ۱۳۴۱ به گیلان سفر کرد و در لشت نشا سند اراضی دهقانان را به دستشان سپرد. در عصر پهلوی بخشی از اراضی ساحلی در اختیار شاهپور غلام رضا برادر شاه و تیمسار نصیری رئیس ساواک قرار گرفت. جنبش‌های دهقانی علیه عوامل حکومت از سال‌های ۱۳۲۱ تا ۱۳۳۲ در لشت نشا همه گیر شد و لشت نشا یکی از کانون‌های قیام‌های دهقانی بود.